# لگد

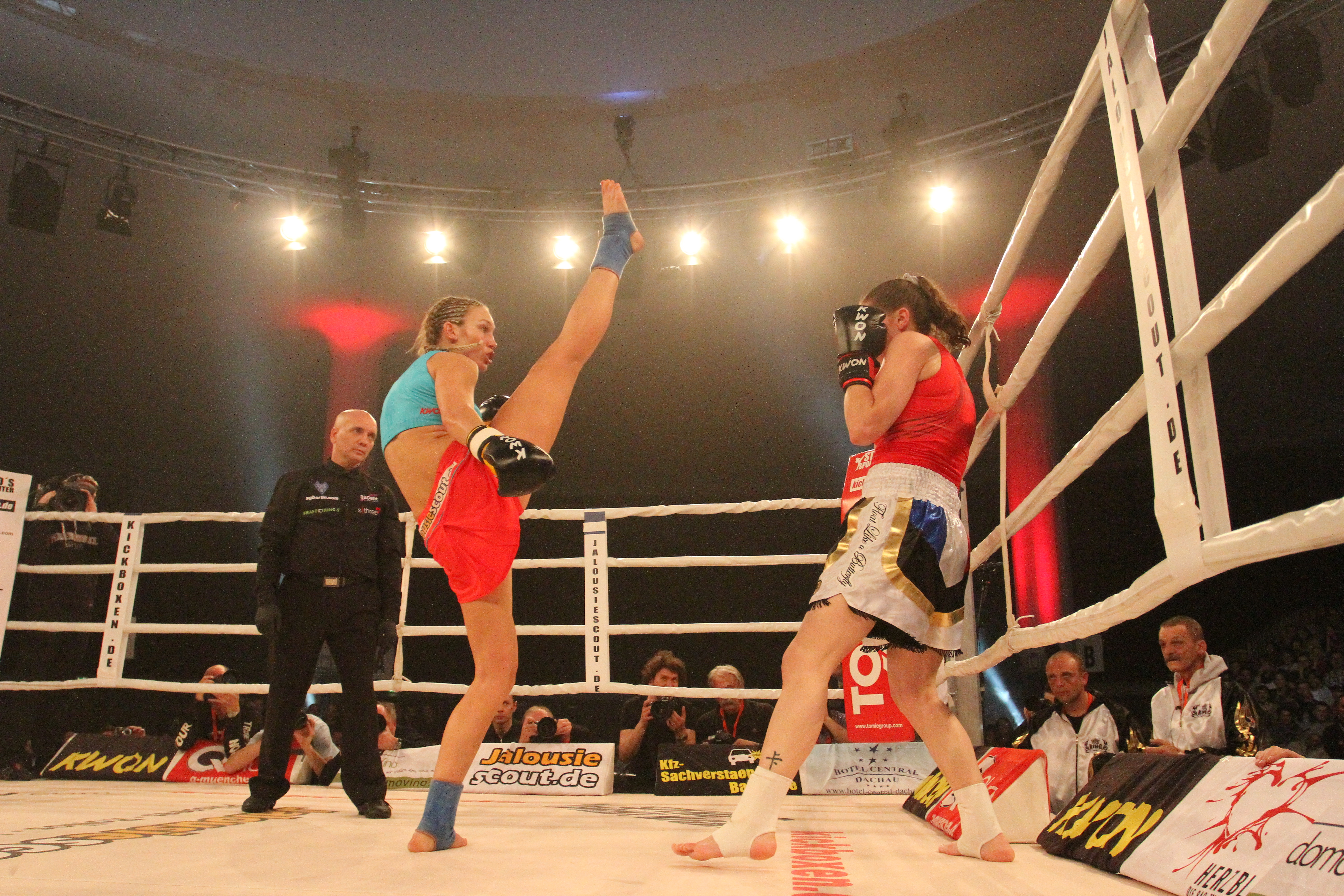
لگد چکشی در یک مبارزه کیک‌بوکسینگ

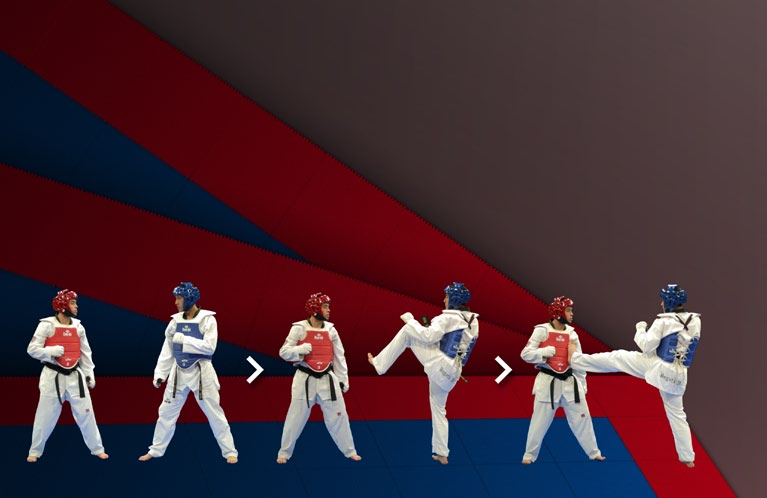
ضربه چرخشی دیت چاگی در تکواندو

لگد یا غلط مصطلح لقد یک حمله فیزیکی است که با پا انجام می‌شود. این نوع ضربه بیشتر توسط حیوانات سم‌دار و همینطور انسان‌ها در هنگام مبارزه سرپا انجام می‌شود. لگدها اهمیت زیادی در بسیاری از هنرهای رزمی دارند.

## کاربرد

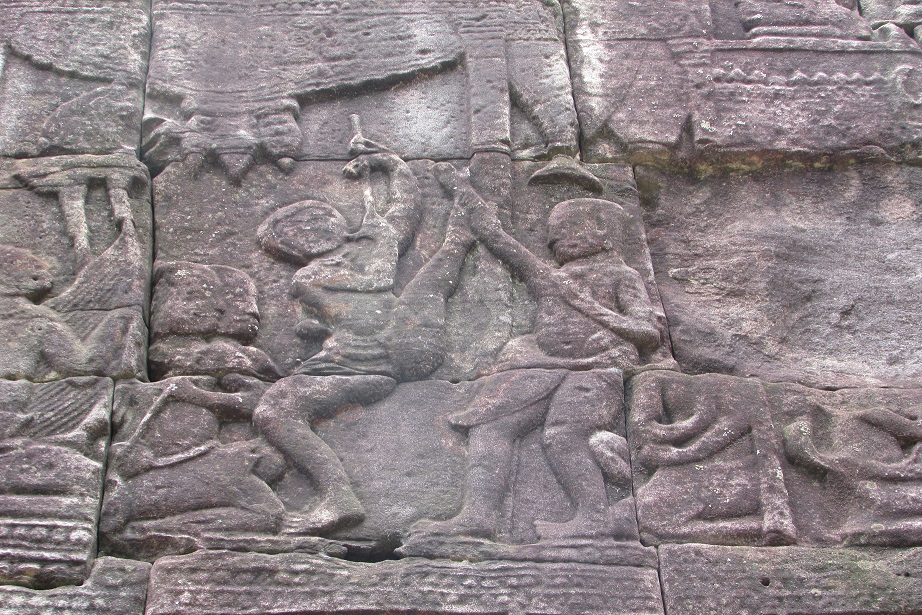
تصویری حکاکی شده بر روی سنگ از دوران قدیم که نشان دهنده لگد زدن فردی به دیگری است.

از آنجایی که پای انسان بلندتر و قویتر از دستهایش است از ضربه لگد برای دور کردن دشمن، غافلگیر کردنش و همچنین وارد کردن صدمه جدی به او استفاده می‌شود. اما از سوی دیگر استقرار درست در تمام سیستم‌های مبارزه‌ای اهمیت بسیار زیادی دارد و هر نوع ضربه پا موجب تضعیف تعادل شخص می‌شود. به همین جهت برای استفاده از ضربه لگد باید سود و زیان قدرت این ضربه را در مقایسه با بی‌تعادلی ناشی از آن سنجید. از آنجا که در هر مبارزه‌ای دو طرف پیوسته در حال جابجایی هستند تصمیم‌گیری درست در این مورد در هر لحظه متغیر از لحظه دیگر است. در مبارزات واقعی و دفاع شخصی لگدهای ساده به اعضای حساس پایینتر از قفسه سینه بسیار مؤثر هستند به شرطی که با احتیاط انجام شوند. 
برخی متخصصان دفاع شخصی معتقدند که ضربه لگد به بالاتر از شکم دشمن به طور کلی اشتباه است چون هر قدر ضربه پا بالاتر باشد تعادل شخص ضعیفتر خواهد شد و یک مبارز نباید تعادل خود را برای منفعت ضربه لگد قربانی کند. در این دیدگاه بر عقب کشیدن سریع پا به منظور جلوگیری از گرفتن آن توسط حریف نیز تأکید می‌شود. در بسیاری از مکاتب رزمی نیز اجرای ضربات لگد به صورت ترکیبی به نقاط مختلف بدن حریف توصیه می‌شود. یک تاکتیک معمول نیز نشان دادن یک ضربه مشت برای برهم‌زدن تمرکز حریف و ادامه آن با یک حمله قدرتمند به پاهای حریف و اجرای ضربات مشت است.
ضربات لگد به پاها با توجه به اینکه سریعتر هستند و دفاع در برابر آنها بسیار مشکل است در مبارزات خیابانی بیشتر مورد توجه قرار می‌گیرند. اما تاثیرگذاری ضربات لگد به بالاتنه مورد اختلاف است. مدافعان معتقدند که این نوع ضربات برای حمله به سر و گردن مؤثر هستند به ویژه زمانی که دشمن در حال حمله‌ورشدن است. ضربات پرشی و چرخشی نیز موجب وحشت حریف و برهم‌خوردن روحیه او می‌شوند. در سیستم‌های رزمی که بر ضربات لگد بالا تأکید دارند معمولاً تکنیک‌های موثری برای بازیابی شخص در صورت افتادن به زمین یا دفاع شدن ضربه پا نیز آموزش داده می‌شود و همچنین طیف متنوعی از ضربات پا آموزش داده می‌شود که هر یک برای وضعیت‌های خاصی مناسب هستند.
مخالفان این نوع ضربات نیز معتقدند که ضربات پرشی و چرخشی بیشتر به دلیل زیبایی ظاهری و جنبهٔ نمایشی و هنری و همچنین برای افزایش مهارت‌های بدنی وارد هنرهای رزمی شده‌اند و شیوع آنها در برخی مسابقات رزمی نیز به دلیل نوع قوانین این مسابقات است. قوانینی مثل محدود بودن مبارزه به حالت سرپا و ممنوعیت فنون گلاویزی و جریمه اندک برای زمین خوردن در صورت زمین خوردن در اثر اجرای ناموفق ضربه.

## نگارخانه

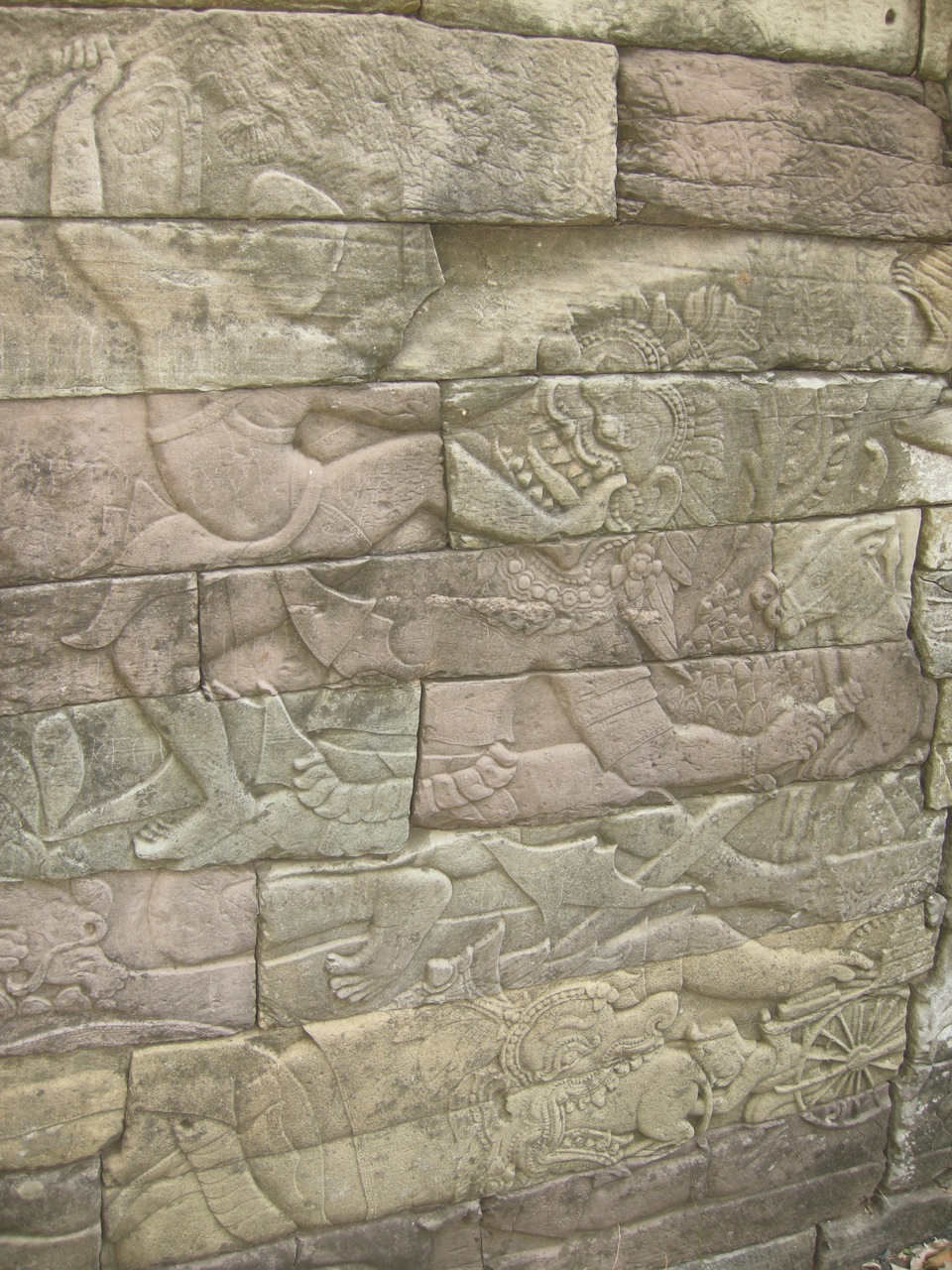
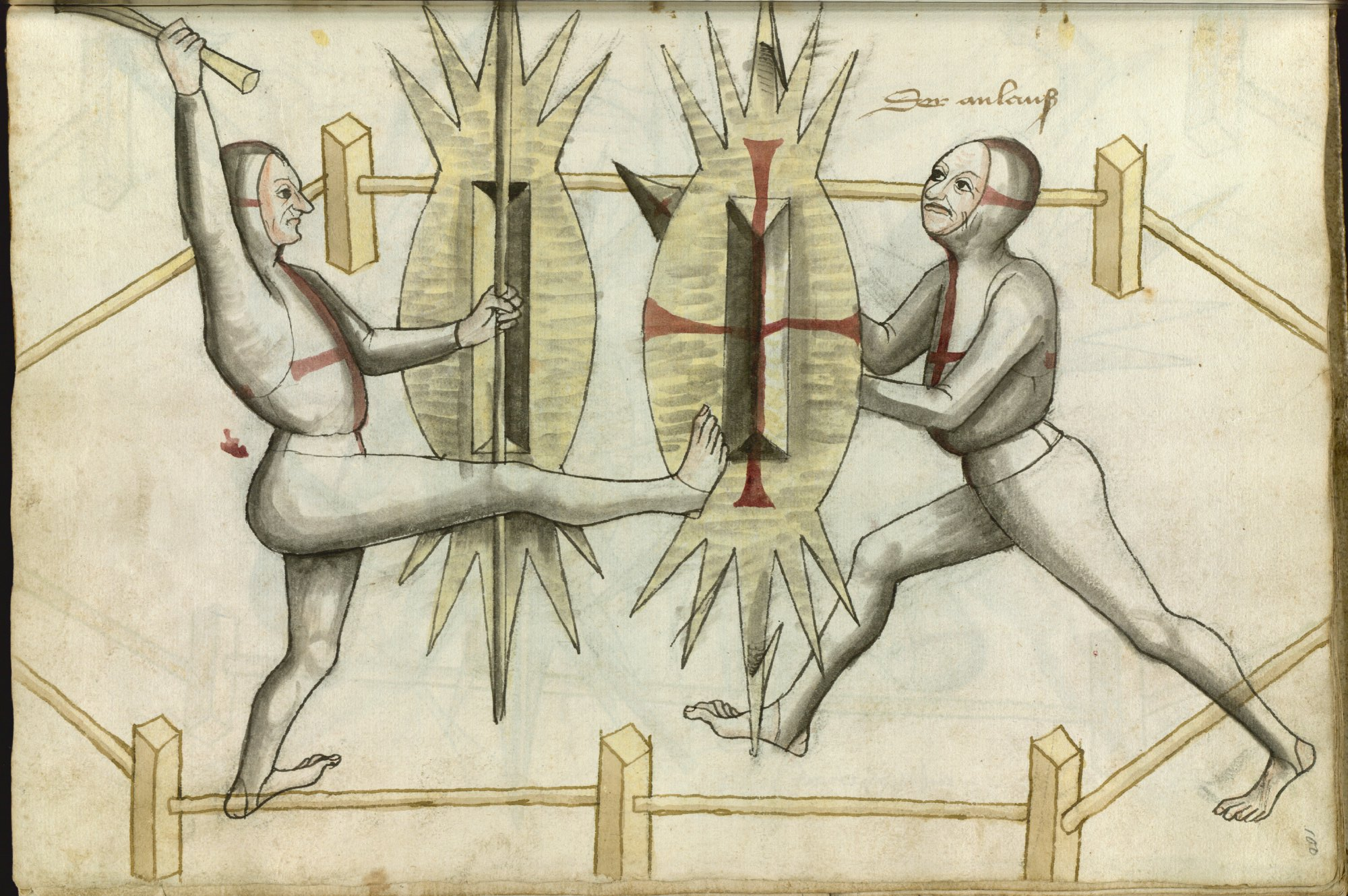
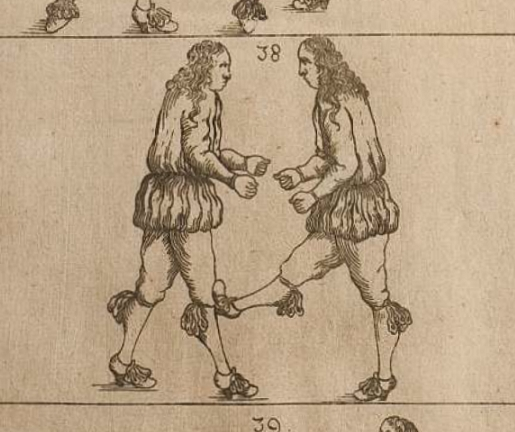